# Rong Yiren
Rong Yiren, (cinese:荣毅仁; (Wuxi, 1º maggio 1916 – Pechino, 26 ottobre 2005), è stato un politico e imprenditore cinese, vicepresidente della Cina dal 1993 al 1998 e fortemente coinvolto nell'apertura dell'economia cinese agli investimenti occidentali. Rong fu conosciuto sia in Cina che nel mondo occidentale come "il capitalista rosso" perché la sua famiglia era tra i pochi industriali di Shanghai prima del 1949 ad essere stata trattata bene dal Partito Comunista Cinese in cambio della loro cooperazione con il governo della Repubblica Popolare Cinese.

## Biografia
Rong Yiren nacque nel maggio 1916 a Wuxi, una città vicino a Shanghai nella provincia di Jiangsu. Suo padre Rong Desheng e suo zio Rong Zongjing furono i fondatori e gli operatori di un'azienda di macinazione di farina e cotone. Si laureò in storia presso la St. John's University, gestita dai cristiani. Poi gli fu assegnata la gestione di una parte dell'azienda di famiglia e prese in mano la gestione di tutti i 24 mulini dopo la morte del fratello maggiore Paul Yung (Rong Yixin) in un incidente aereo sull'isola di Basalt, Hong Kong, il 21 dicembre 1948.

### Dopo la guerra civile cinese
Alla fine della guerra civile cinese e della fondazione della Repubblica Popolare Cinese, Rong scelse di rimanere sulla terraferma cinese invece di fuggire a Hong Kong o Taiwan come faceva la maggior parte degli uomini d'affari. Alla sua famiglia fu permesso di mantenere la propria attività fino al 1956, quando tutte le imprese private divennero di proprietà statale. Alla sua famiglia furono dati 6 milioni di dollari di risarcimento.

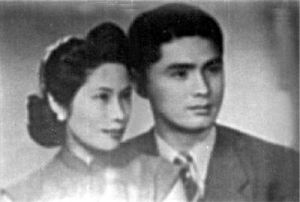
Rong Yiren e sua moglie Yang Jianqing nel 1937

Negli anni '50, Mao Zedong lo appoggiò molte volte per i suoi contributi al Partito Comunista. Quando scoppiarono le ostilità coreane, la famiglia di Rong contribuì con ingenti somme di denaro e con un considerevole numero di vestiti. Fu nominato vice-sindaco di Shanghai nel 1957 e vice ministro del tessile contemporaneamente dal 1959, in seguito divenne consigliere economico per il Partito Comunista Cinese.

### Rivoluzione culturale
Durante la Rivoluzione Culturale, fu accusato come "capitalista". Perse gran parte delle sue ricchezze personali e fu bersaglio di minacce di morte da parte delle Guardie Rosse, organizzazioni giovanili radicali allineate con le nuove politiche sociali e culturali di Mao Zedong. In una situazione tipica dei funzionari governativi, degli imprenditori e degli intellettuali caduti in disgrazia durante la Rivoluzione Culturale, a Rong fu dato un lavoro umiliante come custode. Tuttavia, lui e la sua famiglia ricevettero protezione da Zhou Enlai dalle persecuzioni delle Guardie Rosse.
Poiché Rong non era all'epoca un membro del Partito Comunista, Zhou non fu in grado di ottenere l'approvazione da Mao Zedong per essere protetto ufficialmente. Invece, Zhou si coordinò con Chen Jinhua per porre la villa di Rong sotto il controllo delle Guardie Rosse affiliate al Ministero dei Tessili, che erano profondamente solidali con lui e lo proteggevano dalle altre fazioni delle Guardie Rosse.

### Riforma economica cinese
Dopo la morte di Mao Zedong e la fine della Rivoluzione Culturale, Deng Xiaoping nominò Rong consigliere per l'apertura economica della Cina. Nel 1978 fondò la China International Trust and Investment Corp., o CITIC, che fu responsabile di gran parte degli investimenti occidentali iniziali in Cina.
Al culmine del movimento pro-democrazia, nel 1989, rischiò la vita chiedendo ai massimi leader cinesi di negoziare con gli studenti. Una settimana dopo le proteste di piazza Tiananmen del 1989, definì la repressione "straordinariamente saggia e corretta".
Nel 1993 fu nominato vicepresidente della Repubblica cinese occupandosi soprattutto di cerimonie. Si ritirò il 15 marzo 1998.
È stato elencato come uno degli uomini più ricchi dell'Asia, con una fortuna familiare di 1,9 miliardi di dollari nel 2000 (equivalente a 3 miliardi di dollari nel 2023). La maggior parte di questa ricchezza può essere attribuita al figlio di Rong, Larry Yung, nel suo ruolo di presidente di CITIC Pacific. Sebbene fosse considerato un non comunista, era in realtà un membro del Partito Comunista Cinese dal 1985, secondo il suo necrologio ufficiale in cinese. Eppure, a causa della sua richiesta che la sua appartenenza fosse svelata solo dopo la sua morte, quasi nessuno sapeva del suo status di comunista anche dopo la sua vicepresidenza.

### Morte
Morì di polmonite il 26 ottobre 2005, all'età di 89 anni. Il suo funerale si tenne il 3 novembre 2005 e fu sepolto nel cimitero cinese d'oltremare.

## Vita privata
Sposò Yang Jianqing (cinese: 杨鑑清) nel 1937. Ebbero quattro figli. Yang scomparve l'8 gennaio 2014 a Hong Kong e fu sepolta accanto al marito. Sua nuora Catherine Yam Yung è la cugina di Juliana Yam.